# Liselotte Bühler
Liselotte Bühler, geborene Sperk (* 6. Juni 1922 in Fürth; † 28. Februar 2003 in Stuttgart-Bad Cannstatt) war eine deutsche Politikerin der SPD. Sie war von 1976 bis 1992 Mitglied des baden-württembergischen Landtags.

## Leben und Politik
Bühler absolvierte eine Ausbildung zur Industriekauffrau. Sie trat im Jahr 1946 in die SPD ein und wurde im Jahr 1948 in den Stadtrat ihrer Heimatstadt Fürth gewählt. Nach ihrem Umzug 1955 nach Stuttgart setzte sie das politische Engagement dort fort. Sie war mehrere Jahre in der Elternarbeit aktiv und von 1965 bis 1968 Vorsitzende des Stuttgarter Gesamtelternbeirats.
In den Jahren von 1965 und 1976 war sie Mitglied des Stuttgarter Gemeinderats. Bei der Landtagswahl 1976 wurde sie über ein Zweitmandat des Wahlkreises Stuttgart IV in den Landtag von Baden-Württemberg gewählt, dem sie bis 1992 angehörte. Sie gehörte dem Präsidium an und war Mitglied im kulturpolitischen Ausschuss. In der 10. Wahlperiode (1988–1992) war sie Alterspräsidentin des Landtags.
Die politischen Schwerpunkte von Liselotte Bühler lagen auf den Feldern der Sozialpolitik und Frauenpolitik, wo sie sich insbesondere für eine bessere Vereinbarkeit von Familie und Beruf einsetzte.
Liselotte Bühler war Mitglied in ÖTV/Ver.di, bei der AWO, bei den Naturfreunden, beim Verein Lebenshilfe, im Deutschen Familienverband und bei Amnesty International. 

## Ehrungen
- 1980: Verdienstkreuz am Bande der Bundesrepublik Deutschland
- 1988: Verdienstkreuz 1. Klasse der Bundesrepublik Deutschland
- 1992: Verdienstorden des Landes Baden-Württemberg
- 2002: Willy-Brandt-Medaille